# John Forsythe
John Forysthe, nascido  Jacob Lincoln Freund (Penns Grove, Nova Jérsei, 29 de janeiro de 1918 — Santa Ynez, Califórnia, 1 de abril de 2010) foi um ator norte-americano. Ficou muito conhecido por fazer a voz de Charlie no seriado As Panteras, dos anos 70, e por ter protagonizado o seriado Dinastia.

## Filmografia

### No cinema
| Ano  | Título                          | Papel                  | Notas |
| ---- | ------------------------------- | ---------------------- | ----- |
| 1943 | Northern Pursuit                | Corporal               |       |
| 1943 | Destination Tokyo               | Sparks                 |       |
| 1948 | Stage Door                      | Keith Burgess          |       |
| 1952 | The Captive City                | Jim Austin             |       |
| 1953 | It Happens Every Thursday       | Bob MacAvoy            |       |
| 1953 | The Glass Web                   | Don Newell             |       |
| 1953 | Escape from Fort Bravo          | Capt. John Marsh       |       |
| 1955 | The Trouble with Harry          | Sam Marlowe            |       |
| 1956 | The Ambassador's Daughter       | Sgt. Danny Sullivan    |       |
| 1956 | Everything But the Truth        | Ernie Miller           |       |
| 1959 | Il vendicatore                  | Wladia                 |       |
| 1962 | Teahouse of the August Moon     | Captain Fisby          |       |
| 1964 | See How They Run                | Martin Young           |       |
| 1964 | Kitten with a Whip              | David                  |       |
| 1966 | Madame X                        | Clay Anderson          |       |
| 1967 | A Bell for Adano                | Maj. Victor P. Joppolo |       |
| 1967 | In Cold Blood                   | Alvin Dewey            |       |
| 1968 | Shadow on the Land              | Gen. Wendell Bruce     |       |
| 1969 | Marooned                        | Olympus/Presidente     |       |
| 1969 | Topaz                           | Michael Nordstrom      |       |
| 1969 | The Happy Ending                | Fred Wilson            |       |
| 1978 | Goodbye & Amen                  | —                      |       |
| 1979 | ...And Justice for All          | Henry T. Fleming       |       |
| 1988 | Scrooged                        | Lew Hayward            |       |
| 1992 | Stan and George's New Life      | —                      |       |
| 1999 | We Wish You a Merry Christmas   | Mr. Ryan               |       |
| 2000 | As Panteras                     | Charlie                |       |
| 2003 | Charlie's Angels: Full Throttle | Charlie                |       |

### Na televisão
| Ano       | Título                                 | Papel                                                             | Notas                                               |
| --------- | -------------------------------------- | ----------------------------------------------------------------- | --------------------------------------------------- |
| 1948      | Kraft Television Theatre               | —                                                                 | 2 episódios                                         |
| 1948      | Actor's Studio                         | —                                                                 | Episódio: The Widow of Wasdale Head                 |
| 1949      | NBC Presents                           | —                                                                 | Episódio: Just for Tonight                          |
| 1949-1955 | Studio One                             | Pete Maynard/Judd/Capt. Sam MacKenzie/Marv Payne/Maj. Peter Brook | 10 episódios                                        |
| 1951      | The Ford Theatre Hour                  | Peter Flint                                                       | Episódio: The Golden Mouth                          |
| 1951      | Robert Montgomery Presents             | Dr. Frederick Steele                                              | Episódio: Dark Victory                              |
| 1951      | Starlight Theatre                      | —                                                                 | 2 episódios                                         |
| 1951      | Cosmopolitan Theatre                   | —                                                                 | Episódio: Time to Kill                              |
| 1951-1952 | Lights Out                             | Bill Holloway/Waldo Bryan/Al March                                | 3 episódios                                         |
| 1951-1952 | Suspense                               | Wiltshire/David                                                   | 5 episódios                                         |
| 1951-1952 | Danger                                 | —                                                                 | 2 episódios                                         |
| 1951-1958 | Schlitz Playhouse of Stars             | Dr. John Carter/Peter Bronson                                     | 5 episódios                                         |
| 1952      | Pulitzer Prize Playhouse               | —                                                                 | 2 episódios                                         |
| 1952      | Curtain Call                           | —                                                                 | Episódio: The Season of Divorce                     |
| 1952      | The Philco Television Playhouse        | —                                                                 | 2 episódios                                         |
| 1954      | The United States Steel Hour           | Prof. Gilbert Jardine                                             | Episódio: King's Pawn                               |
| 1955      | The Elgin Hour                         | George Conway                                                     | Episódio: Driftwood                                 |
| 1955      | Alfred Hitchcock Presents              | Kim Stanger                                                       | Episódio: Premonition                               |
| 1955-1958 | Climax!                                | Frank Colby/Graham Johnson/Joe Sullivan/Tommy Jordan              | 5 episódios                                         |
| 1956      | Playwrights '56                        | Joe Neville                                                       | Episódio: Return to Cassino                         |
| 1956      | Star Stage                             | —                                                                 | Episódio: A Place to Be Alone                       |
| 1956      | Goodyear Television Playhouse          | Lt. John Stahlman                                                 | Episódio: Stardust II                               |
| 1957      | Zane Grey Theater                      | CSA Lt. David Marr                                                | Episódio: Decision at Wilson's Creek                |
| 1957      | General Electric Theater               | Bentley Gregg                                                     | Episódio: New Girl in His Life                      |
| 1957-1962 | Bachelor Father                        | Bentley Gregg                                                     | 157 episódios                                       |
| 1959      | Lux Playhouse                          | Colonel Bill Adams                                                | Episódio: The Miss and Missiles                     |
| 1959      | Sunday Showcase                        | Al Manheim                                                        | 2 episódios                                         |
| 1962      | The Alfred Hitchcock Hour              | Michael Barnes                                                    | Episódio: I Saw the Whole Thing                     |
| 1963      | Alcoa Premiere                         | Andy Ballard                                                      | Episódio: Five, Six, Pick Up Sticks                 |
| 1963      | The Dick Powell Show                   | Peter Kent                                                        | Episódio: The Third Side of a Coin                  |
| 1963      | Kraft Mystery Theater                  | —                                                                 | Episódio: Go Look at Roses                          |
| 1964      | Kraft Suspense Theatre                 | Maj. William 'Bill' Livingston/Jerry Wilson/John Williams         | 2 episódios                                         |
| 1965      | Bob Hope Presents the Chrysler Theatre | Charlie King                                                      | Episódio: In Any Language                           |
| 1965-1966 | The John Forsythe Show                 | Major John Foster                                                 | 29 episódios                                        |
| 1966      | Insight                                | Ray                                                               | 2 episódios                                         |
| 1967      | Run for Your Life                      | Spencer Holt                                                      | Episódio: A Choice of Evils                         |
| 1967      | The Red Skelton Show                   | —                                                                 | Episódio: A New York Stripper Is Not Always a Steak |
| 1969-1971 | To Rome with Love                      | Michael Endicott                                                  | 48 episódios                                        |
| 1974      | Police Story                           | Sam McCullough                                                    | Episódio: Chief                                     |
| 1976-1981 | Charlie's Angels                       | Charles Townsend                                                  | 108 episódios                                       |